# Куштиряковский сельсовет
Куштиряковский сельсовет — сельское поселение в Бакалинском районе Башкортостана Российской Федерации.
Административный центр — село Куштиряково.

## История
Статус и границы сельского поселения установлены Законом Республики Башкортостан от 17 декабря 2004 года № 126-З «О границах, статусе и административных центрах муниципальных образований в Республике Башкортостан»

## Население
| 2002 | 2009 | 2010 | 2012 | 2013 | 2014 | 2015 |
| ---- | ---- | ---- | ---- | ---- | ---- | ---- |
| 891  | ↘803 | ↘702 | ↘668 | ↘638 | ↘593 | ↘582 |
| 2016 | 2017 |      |      |      |      |      |
| ↘557 | ↘546 |      |      |      |      |      |

## Состав сельского поселения
| № | Населённый пункт | Тип населённого пункта       | Население |
| - | ---------------- | ---------------------------- | --------- |
| 1 | Куштиряково      | село, административный центр | ↘345      |
| 2 | Новый Тумутук    | село                         | ↘190      |
| 3 | Новосасыкуль     | деревня                      | ↘129      |
| 4 | Карповка         | село                         | ↘38       |

### Упразднённые населённые пункты
- Калаевка  — упраздненный в 2005 году поселок
- Староафанасьевка  — упраздненный в 2005 году поселок
- Хлебный Ключ — упраздненный в 1986 году поселок